# 엠마 베릴룬드
엠마 소피아 베릴룬드(스웨덴어: Emma Sofia Berglund, 1988년 12월 19일 ~ )는 스웨덴의 여자 축구 선수이다. 포지션은 수비수이며, 현재 스웨덴 다말스벤스칸의 코파르베리/예테보리 FC에서 활동하고 있다.

## 클럽 경력
2006년에 우메오 IK에 입단하면서 다말스벤스칸 무대에 데뷔했으며 나중에 우메오의 주장을 맡게 된다. 2014년 12월에는 FC 로셍오르드로 이적했고 2016 시즌부터 로셍오르드의 주장을 맡게 된다. 2017년 7월에는 프랑스 디비지옹 1 페미닌 소속 클럽인 파리 생제르맹으로 이적했다. 2019년에 코파르베리/예테보리 FC로 이적하면서 다말스벤스칸 무대에 복귀했다.

## 국가대표 경력
2011년 11월 20일에 열린 미국과의 경기에 처음 출전하면서 스웨덴 여자 축구 국가대표팀 선수로 데뷔했다. 2012년 런던 하계 올림픽에서는 4경기에 출전했지만 2013년 4월에 전방십자인대 부상을 당하면서 UEFA 여자 유로 2013에 참가하지 못했다. 2015년 FIFA 여자 월드컵, 2016년 리우데자네이루 하계 올림픽, UEFA 여자 유로 2017에 참가했으며 2016년 리우데자네이루 하계 올림픽에서는 스웨덴의 여자 축구 은메달에 기여했다.

## 수상

### 클럽
우메오 IK
- 다말스벤스칸 3회 우승 (2006, 2007, 2008)
- 여자 스벤스카 쿠펜 1회 우승 (2007)
- 여자 스벤스카 수페르쿠펜 2회 우승 (2007, 2008)

FC 로셍오르드
- 다말스벤스칸 1회 우승 (2015)
- 여자 스벤스카 쿠펜 1회 우승 (2016)
- 여자 스벤스카 수페르쿠펜 2회 우승 (2015, 2016)

### 국가대표
- 2016년 리우데자네이루 하계 올림픽 여자 축구 은메달